# Lucien Carr
Pour les articles homonymes, voir Carr.
Lucien Carr, né le 1er mars 1925 à New York et mort le 28 janvier 2005 à Washington, 4e du nom, membre de la Beat Generation, est un éditeur américain chez United Press International.

## Biographie
Fils de Russell et Marion (née Gratz) Carr, les parents de celui que l'on surnomme affectueusement Lou divorcent en 1930, et Lucien et sa mère retournent à St. Louis, berceau familial. Alors que Lucien a 11 ans, il rencontre David Kammerer, professeur d'anglais et de gymnastique à l'Université Washington de St. Louis. Kammerer connaît William S. Burroughs depuis les toutes premières classes - les trois familles sont issues de classe moyenne aisée, et reconnues en ville. Burroughs et Kammerer ont déjà voyagé ensemble, à Paris, et se connaissent bien. À l'arrivée de Lucien, David est meneur d'une bande, et fait impression.
Les études de Lucien à l'université Columbia, où il a déménagé avec sa mère, se terminèrent lors du meurtre de son prétendant David, qui avait poursuivi Lucien jusqu'au point d'abandonner son travail à New York. La mère de Lucien, a toujours tenté sans succès de protéger son fils de la fréquentation de David Kammerer  : lorsque Marion et son fils déménagent, David déménage lui aussi, et loue un appartement de la Morton Street dans Manhattan.
Compagnon de chambrée et amant d'Allen Ginsberg pendant ses études à l'Université Columbia, il rencontre également Jack Kerouac. En 1943, il présente Jack à William Burroughs, dont il est ami. Son rôle dans la Beat Generation est primordial : c'est lui qui introduit Ginsberg à Greenwich Village, dans la sphère intellectuelle de l'underground new-yorkais. Par l'entremise d'Edie Parker (1922–†1993), jeune femme originaire de Grosse Pointe dans le Michigan et future épouse de Kerouac, Lucien Carr et lui se rencontrent. Lucien fascine Jack Kerouac, qui lui dédicace Old Angel Midnight. Il présente Allen Ginsberg, autre figure emblématique de la Beat generation à Kerouac. Lucien et Jack ont une relation ambiguë, tour à tour amants puis amis, de manière irrégulière. Lorsqu'il rencontre William Burroughs, celui-ci est à New York pour suivre un  traitement psychanalytique après avoir quitté la Vienne nazie. La bande fréquente un appartement de la 11e rue, dans Greenwich Village, où se mêlent drogue, sexe, alcool et littérature.
Il apparaît sous différents pseudonymes dans les romans de Jack Kerouac ; il est Sam Vedder dans Les Souterrains, Kenneth Wood dans le roman Avant la route, et Philip Tourian dans Et les hippopotames ont bouilli vifs dans leurs piscines de Kerouac et William S. Burroughs.

## L'affaire Kammerer
- Bisexuel, Lucien multiplie les conquêtes dans sa jeunesse, jusqu'à une relation inaboutie avec David Kammerer, lequel est fasciné par la personnalité égocentrique du jeune homme, dont il s'efforce de rester le prétendant. Excédé, Lucien assassine David le 14 août 1944[8]  : ce fait divers deviendra le sujet du roman à quatre mains de Kerouac et Burroughs Et les hippopotames ont bouilli vifs dans leurs piscines, publié en 2008 puis adapté au cinéma en 2013 par John Kokridas sous le titre Kill Your Darlings. Le conflit entre Lucien Carr et David Kammerer trouve son origine dans la première rencontre entre Lucien qui a alors 11 ans, et David qui en a 25, à Saint-Louis dans l’État du Missouri en 1936[9]. L'amitié entre les deux garçons dure ; David, homosexuel, aime profondément Lucien, qui ne l'aime pas : exaspéré après une soirée et une nuit passées à boire, Lucien assassine David de deux coups de son couteau de boy scout dans la poitrine dans le parc Riverside au matin du 14 août 1944, non loin de là où habite Burroughs. Il leste le corps de pierres et le jette dans l'Hudson. Pour ce meurtre, Lucien Carr a plaidé coupable d'homicide involontaire au premier degré et est condamné à une peine de un à vingt ans de prison le 9 octobre 1944, qu'il doit purger à Elmira, pénitencier de l'État de New York. Il est remis en liberté conditionnelle en 1946[10].

- Le 13 août 1944, Carr et Kerouac essaient de fuir les avances de Kammerer et de partir en France où la fin de la Deuxième Guerre mondiale est imminente. Ils seront rejetés à la dernière minute, ils oublient leur aventure dans l'alcool au West End, un bar où la bande se retrouve très régulièrement[11] : Kammerer croise Carr au West End, et les deux hommes se promènent jusqu'au parc Riverside[12]. Les avances insistantes de David Kammerer mènent le duo à se battre, jusqu'à la mort de David, à qui Lucien plante un couteau dans la poitrine[13]. Il se confie à Burroughs, qui lui conseille le soutien de Godfrey Rockefeller, son oncle, homme très riche. Avec l'amant de Herbert Huncke, Abe Green, Jack Kerouac cache les éventuelles pièces à conviction, puis ils se divertissent en regardant les peintures du musée Museum of Modern Art[14]. Lucien décide d'aller se confier à sa mère puis auprès de l'Attorney du District de New York. Lucien identifie le cadavre, et mène la police au Parc du Morningside. Le père de Kerouac refuse de payer les $100 de caution pour son fils, et c'est la famille d'Edie Parker qui s'en charge. Reconnaissants, Jack et Edie cherchent à rembourser la dette dès la sortie de prison de Jack, puis se marient pour rester forts de la promesse faite aux parents d'Edie. Le mariage a lieu dans l'hôtel de ville, sous l'œil de témoins membres de la police[15]. Le mariage est annulé au bout de la première année.

## Columbia et les Beats
Lucien garde de bons contacts avec chacune des personnes de son entourage de l'époque. C'est à l'université Columbia également que Lucien rencontre Allen : ils sont voisins de logement, et un jour Allen frappe à la porte de Lucien afin de savoir qui faisait entendre le morceau pour trio composé par Brahms. Devenus amis, Carr présente Allen Ginsberg à Edie Parker et à Jack Kerouac, jeune homme de 22 ans alors en fin de carrière dans la marine marchande, amoureux d'Edie. Puis il présente Edie et Jack à William Burroughs. Ginsberg mit cette rencontre en mots, une fois la bande formée, avec Lucien pour centre : « Lou was the glue. » Ginsberg appelle la bande « Le Cercle Libertin ». Carr, Kerouac, Ginsberg et Burroughs explorent New York, des bas-fonds aux cafés et restaurants, rencontrant Herbert Huncke, dont Burroughs parle dans son premier roman Junky. Futur poète, Herbert, au moment de sa rencontre avec William, est un prostitué de Time Square qui fit connaître l'héroïne à Burroughs et le mot « "beat" » à Jack († en 1969). Lucien Carr introduisit Ginsberg à la poésie et lui fit découvrir l’histoire de la vie d'Arthur Rimbaud. Rimbaud restera une influence majeure sur le travail de Jack et Allen. Lucien fascinait Jack et Allen, égotiste énergique de génie. 
Vers 1944-1945, Lucien Carr parlait de ce qu'il appelait une « Nouvelle Vision »«  », une thèse inspirée de Ralph Waldo Emerson transcendentaliste et du courant bohémien. Jack Kerouac y fait directement allusion dans Sur la route, relatant la rébellion créative :
- L'expression de soi à nu est semence de créativité.
- La conscience de l'artiste est étendue grâce au bouleversement des sens.
- L'Art élude toute moralité conventionnelle[21].

## Sortie de prison
À sa sortie de prison, Carr travaille pour United Press, qui deviendra plus tard United Press International (1946). Il est témoin de mariage de Jack Kerouac et Joan Haverty en novembre 1950. Certaines sources mentionnent Carr comme celui qui a fourni le papier dans les stocks des bureaux de UP, papier sur lequel Jack a écrit le premier jet de Sur la route. En 1956, il devient rédacteur en chef d'un journal du soir. Laissant derrière lui ses frasques juvéniles, épouse Francesca von Hartz - dite « Cessa » - dont il a trois fils : le futur écrivain Caleb, Simon et Ethan. Allen Ginsberg, qui a conservé de très bons termes avec Lucien au point de lui dédier Howl - dans une première version du moins. Après l'affaire, Allen Ginsberg remaniera le texte, retirant l'hommage prévu dans Howl. La relation de Jack Kerouac et Carr s'est prolongée, pour ce qui est de partager des beuveries, critiquer, lire et relire les œuvres de son ami.
Lucien Carr a connu une carrière longue de 47 ans au sein de UPI, qu'il suit jusqu'à l'âge de sa retraite en 1993, et meurt d'un cancer des os au George Washington University Hospital de Washington, DC.

## Évocation Littéraire
Dans son ouvrage biographique Mon éducation - Un livre des rêves, l'écrivain William S. Burroughs rêve de Lucien Carr : « Lucien  mangeant du verre dans Bedford Street... »

## À lire
La postface de Et les hippopotames ont bouilli vifs dans leurs piscines par James W. Grauerholz, dernier compagnon de vie de William S. Burroughs (2008)